# Jacinto Canek
Jacinto Canek, o Jacinto Uc de los Santos (San Francisco de Campeche, 1731 circa – Mérida, 14 dicembre 1761), è stato un rivoluzionario maya del XVIII secolo che combatté gli spagnoli nella penisola dello Yucatán, in Nuova Spagna.

## Contesto storico
La conquista spagnola dello Yucatán terminò alla fine del XVII secolo con la caduta degli Itza, l'ultimo gruppo di Maya in grado di resistere ai conquistadores. I Maya proseguirono però la rivolta nel XVIII secolo e, dopo una pausa, all'inizio del XX secolo.
Le terre appartenenti alla società Maya furono confiscate e concesse sotto forma di hacienda alla Chiesa cattolica o alla nobiltà spagnola, togliendo alle popolazioni indigene il loro mezzo di sostentamento. I Maya furono obbligati a lavorare come schiavi per conto degli spagnoli, mentre tutte le tracce della loro cultura, in particolare riguarda a templi e scrittura, venivano sistematicamente distrutte dagli invasori. Il regno Itza fu l'ultimo stato indipendente Maya, sottomessosi agli spagnoli in Guatemala solo nel 1697.
Jacinto Canek nacque a metà del XVIII secolo, circa trenta anni dopo la caduta dello Yucatán e degli Itza. Canek nacque col nome di Jacinto Uc, ma assunse apparentemente il nome Canek per mostrare una relazione coi passati omonimi re degli Itza. Studiò latino e storia presso il monastero francescano di Mérida chiamato Convento Grande, ma fu espulso a causa del suo spirito ribelle. Per alcuni anni lavorò come fornaio.

## La rivolta
Canek giunse a Cisteil, un villaggio nei pressi di Sotuta ed a 24 leghe da Mérida, il 3 o 4 novembre 1761. L'8 novembre ebbe una discussione col prete di Tixcacaltuyub, che si trovava a Cisteil per parlare alla folla. Canek minacciò di uccidere il prete, il quale si rivolse alle autorità. Il giorno seguente, mentre il prete stava tenendo il proprio discorso, Canek lanciò un falso allarme d'incendio, apparentemente con l'obbiettivo di svuotare la chiesa per poter uccidere il sacerdote. Il prete, però, non fu ucciso.
Dal 12 novembre Canek fu accettato come capo da quasi tutta la popolazione di Cisteil. Secondo una successiva dichiarazione di Luís Cauich, uno di coloro che non accettavano Canek, e che in seguito aiutò gli spagnoli, la popolazione baciò mani e piedi di Canek in segno di obbedienza.
Il 19 o 20 novembre 1761, dopo una cerimonia religiosa in chiesa, Canek parlò all'assemblea in lingua maya, dicendo:
Il 19 novembre Diego Pacheco, mercante spagnolo, giunse a Cisteil deciso a recuperare alcuni crediti. Non sapeva nulla del cambiamento della situazione. Quando Canek seppe dell'arrivo di Pacheco riunì i capi del villaggio, ed insieme si diressero verso la taverna in cui Pacheco soggiornava. Erano armati con tre fucili ed alcune lance. Dopo un breve dialogo tra Canek e Pacheco, il mercante fu ucciso.
Lo stesso giorno Canek fu incoronato re dai suoi seguaci. Il popolo si diresse in chiesa rimuovendo la statua della Nostra Signora di Guadalupe ed altri oggetti sacri. Tutte queste cose furono consegnate a Canek, e sulla testa gli fu posta la corona della Vergine, e gli furono dati un manto ed uno scettro. Per ispirare la lealtà tra i suoi uomini, Canek disse loro che gli erano stati concessi poteri magici e l'aiuto di cinque brujos (maghi). Questa cerimonia gli permise di ottenere lo status di re con poteri terreni e soprannaturali, garantendosi così ancora più seguaci.

## Fine della rivolta
Il 20 novembre 1761 il capitano Tiburcio Cosgaya giunse a Cisteil deciso a sedare la rivolta. Gli indiani lo stavano aspettando. Negli scontri che seguirono Cosgaya, cinque dei suoi soldati ed otto indiani furono uccisi. Canek disse a suoi seguaci che la vittoria maya era già scritta nei manoscritti Chilam Balam.
Il governatore dello Yucatan chiamò altre milizie, ordinando che gli indios di tutte le province fossero disarmati.
Un gruppo guidato da Estanislao del Puerto e da Cristóbal Calderón fu inviato a circondare il villaggio per evitare che Canek ricevesse rinforzi. Nel frattempo i ribelli stavano preparando la propria difesa tentando di coinvolgere i villaggi vicini nella rivolta.
I 500 soldati spagnoli incontrarono Canek ed i suoi uomini il 26 novembre 1761 nella piazza di Cisteil, dove 1 500 Maya erano disposti su due file. Il combattimento corpo a corpo fu vinto dagli spagnoli, meglio armati degli avversari. Il villaggio fu dato alle fiamme, e si dice che 500 indiani morirono nell'incendio, compresi otto sacerdoti o capi della ribellione.
Canek fuggì con una piccola guardia, scappando a Huntulchac. Qui mise insieme un gruppo di circa 300 uomini fuggiti da Cisteil. Canek e circa 125 ribelli furono catturati a Sibac. Canek fu condannato a morte, "torturato, il suo corpo smembrato, e quindi arso e le ceneri buttate al vento".

## Conseguenze
La sentenza fu eseguita nella piazza principale di Mérida il 14 dicembre 1761, a meno di un mese dall'inizio della rivolta. Otto confederati furono impiccati. Nei giorni seguenti 200 partecipanti alla ribellione furono condannati a 200 frustate ed a mutilazioni (perdita di un orecchio).
José Crespo y Honorato, governatore dello Yucatán del tempo, attribuì principalmente la ribellione al fatto che gli spagnoli permettevano agli indigeni di possedere armi per la caccia. Questa cosa era considerata necessaria data la povertà in senso agricolo delle terre dei Maya, e per il fatto che molte terre erano state confiscate dai conquistadores. Inoltre il fatto di lasciare le armi agli abitanti dello Yucatán non era considerato pericoloso, data la pacifica storia degli abitanti locali. Il governatore prese anche in considerazione la mancata conversione degli indigeni al Cattolicesimo, assieme alla clemenza dimostrata per la cultura Maya. Crespo pensava che le celebrazioni culturali fossero un pericolo per la pace futura della regione, dato che preservavano la memoria di antichi riti della religione maya. Credeva anche che la ribellione contro "Dio ed il re" non fosse spontanea, ma cospirata per oltre un anno.
Nel 1847, quando scoppiò di nuovo la rivolta (la guerra delle caste), il nome di Jacinto Canek fu un aggregante. Questa volta i Maya erano ben organizzati e determinati a buttare a mare spagnoli e mestizo, i discendenti mezzosangue. Per due anni spinsero contro Mérida, conquistando città dopo città, ad assediando infine la stessa capitale. Quest'ultima rivolta proseguì fino all'inizio del XX secolo.